# Christus de Verlosserkerk (Beijing)
De Xishiku-kerk (Chinees: 西什库教堂, Pinyin: Xishiku jiaotang, Engels: Xishiku Church) is een katholieke kerk in Peking, China. Het kerkgebouw ligt in het district Xicheng en is gelegen aan de Xishiku-straat 33.
Andere benamingen voor de kerk zijn de Christus de Verlosserkerk (救世主堂, Pinyin: Jiushizhu tang, Engels: Holy Saviour Church) en Noordkerk (北堂, Pinyin: Beitang, Engels: North Church). De kerk is de bisschopzetel van de Chinese Katholieke Patriottische Vereniging.

## Geschiedenis
De Christus de Verlosserkerk werd door de missie van de jezuïeten in China in 1703 gesticht en in de tussentijd herhaaldelijk verwoest en herbouwd. De kerk stond vroeger in Canchikou (蚕池口) (tegenover de oude Peking-bibliotheek) en werd daar in 1887 afgebroken in verband met de uitbreiding van het keizerlijk gebied. Omdat de kathedraal nu binnen de grenzen van de Verboden Stad kwam te liggen moest het gebouw worden afgebroken om een beetje verder naar het westen in grotere afmetingen op de huidige plaats te worden herbouwd. Daarom wordt het gebouw ook als Canchikou-kerk (蚕池口教堂, Pinyin: Canchikou jiaotang, Engels: Canchikou Church) aangeduid.
De kathedraal werd het centrale gebouw op een terrein met een ommuring van 1400 meter. Op dit terrein waren eveneens een weeshuis, scholen, een ziekenhuis en kloostergebouwen gevestigd. Gedurende het maandenlange beleg door de boksers in 1900, zochten duizenden christenen er hun toevlucht. Met de Culturele Revolutie werd de kathedraal gesloten. Het gebouw werd in 1985 weer teruggegeven aan de katholieke gemeenschap.
De in neogotische stijl gebouwde kerk is de grootste rooms-katholieke kerk van de stad en was tot voor kort de zetel van de aartsbisschop. De kerk biedt plaats aan circa 1000 gelovigen.
Sinds 2006 staat de kerk op de lijst van monumenten van de Volksrepubliek China.

## De Christuskerk tijdens de bokseropstand

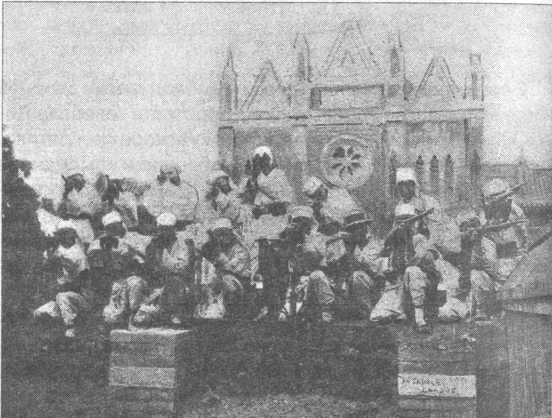
de verdedigers van de kathedraal (1900)

Tijdens de bokseropstand in het jaar 1900 behoorde de kerk naast de ambassadewijk van Peking tot de toevluchtsoorden voor christelijke Chinezen en Europeanen. Duizenden boksers belegerden de kathedraal van 14 juni 1900 tot 16 augustus 1900. Gedurende het beleg verbleven meer dan 3900 christenen (waaronder ongeveer honderd Europeanen en 850 wezen) binnen de stenen muren van de kerk. De verdediging van de kathedraal, bestaande uit niet meer dan 41 Franse en Italiaanse mariniers, werd geleid door de missionaris Pierre-Marie-Alphonse Favier. Omdat Favier reeds een vermoeden had dat de kerk door de boksers zou worden aangevallen, had hij grote voorraden voedsel, wapens en munitie aangelegd. De grote aantallen vluchtelingen noodzaakten echter tot rantsoenering, totdat Japanse militairen de kathedraal ontzetten op 16 augustus 1900. Honderden vluchtelingen zouden de opheffing van het beleg van de kathedraal niet overleven, vierhonderd mensen werden begraven en van tientallen slachtoffers werd nooit iets teruggevonden. Overal in Peking waren de kerken en katholieke bezittingen zwaar beschadigd. Favier schatte dat de boksers tussen de 15.000 en 20.000 leden van zijn kerk hadden gedood en dat driekwart van alle kapellen waren vernietigd.